# Carl Schulz
Carl Schulz (Trondhjem, 1851. november 12. – 1944. augusztus 15.) német származású norvég fizikus és tanár.

## Családja
Nagyapja Németországból költözött Norvégiába. Az oktató Thomas Norberg Schulznak a testvére, az építész Christian Norberg-Schulznak a nagybátyja volt, de rokona volt az operaénekes Elizabeth Norberg-Schulz is.